# Santa Rosae

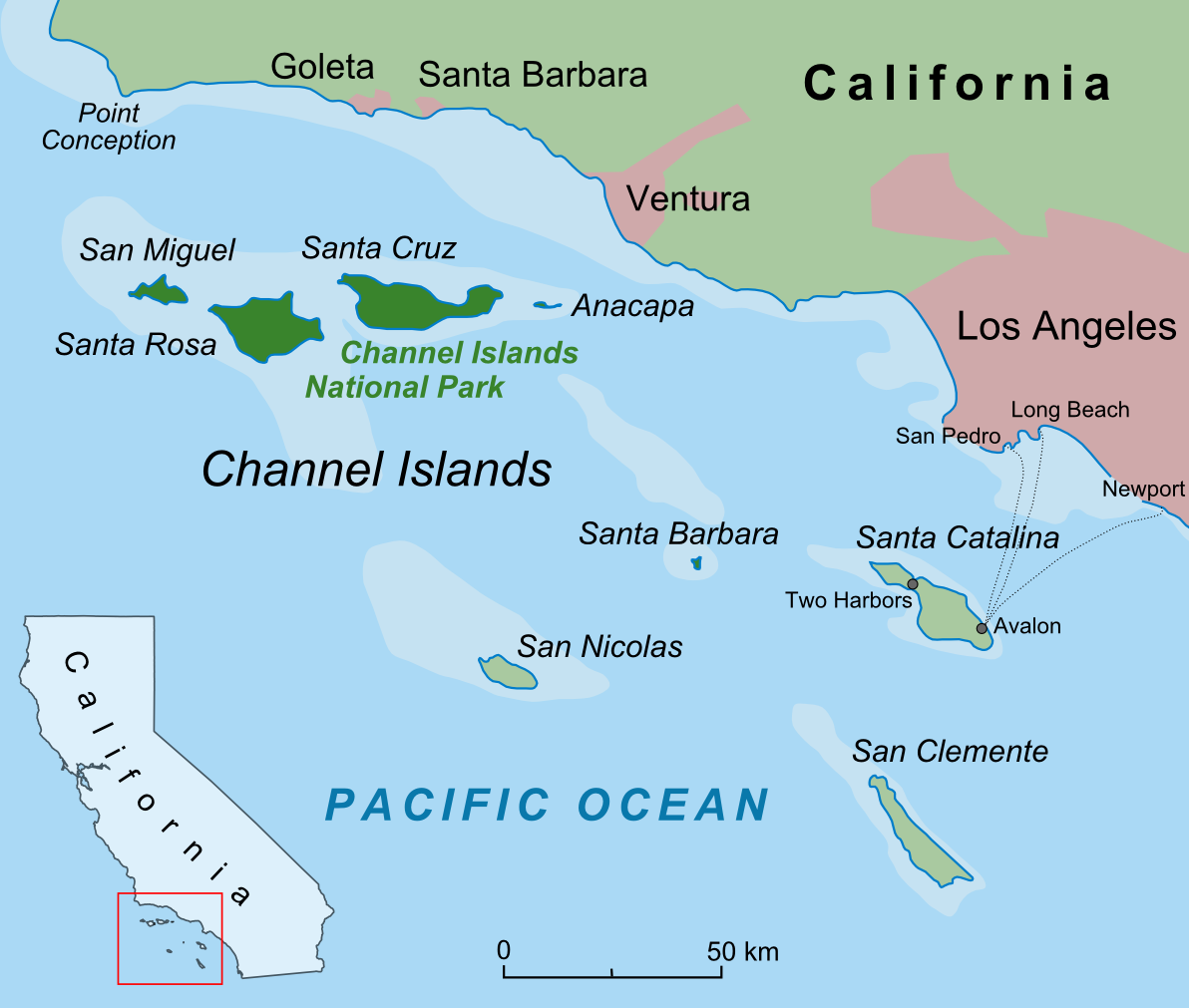
Les quatre illes septentrionals de les Illes Santa Bàrbara es mostren aquí en verd fosc

L'illa de Santa Rosae fou una illa existent abans de les Glaciacions würmianes en la costa de Califòrnia, que actualment conforma el grup septentrional de les Illes Santa Bàrbara (illa de San Miguel, illa Santa Rosa, illa Santa Cruz i illa Anacapa). Probablement, tenia una mida de 1.842 km² i era situada a uns 7 km davant de la costa meridional de l'actual Califòrnia, a prop del comtat de Ventura i del comtat de Santa Barbara. Arran de la fusió de les glaceres que es va produir al final del Plistocè, fa aproximadament uns 9.500 anys, va haver-hi un augment del nivell del mar de 120 metres. I va donar lloc al seu aspecte actual en la geografia de la regió, deixant només els vells turons de Santa Rosae. Hi ha proves que suggereixen que una illa ara submergida, Calafia, es trobava entre Santa Rosae i el continent.
Els millors exponents de l'antiga illa de Santa Rosae són potser haver tingut una població de mamuts pigmeus (Mammuthus exilis), que es van extingir fa més de 12.000 anys, i l'esquelet de l'Home d'Arlington Springs, d'uns 13.000 anys d'antiguitat, que és un dels conjunts de restes humanes més antigues que s'han trobat fins ara a Amèrica del Nord. Com que Santa Rosae no estava connectada amb el continent en aquell moment, això demostra que els paleoindis es van instal·lar a l'illa amb bots. Les evidències arqueològiques mostren que aquests pobles paleocostaners tenien tecnologies marítimes sofisticades i pescaven, caçaven mamífers marins i aus i collien aliments vegetals illencs. Aquests pobles paleocostaners, que van sobreviure a l'illa fins fa uns 8.000 anys, poden ser els avantpassats de la tribu Chumash, que va viure al nord de les illes del Canal durant mil·lennis fins que les autoritats espanyoles els van traslladar a les missions continentals a la dècada de 1820.